# Шаповалов, Юрий Анатольевич
Юрий Анатольевич Шаповалов (укр. Юрій Анатолійович Шаповалов; род. 14 марта 1972, Кременчуг) — украинский политик.

## Биография
Родился 14 марта 1972 года, в городе Кременчуг. Окончил среднюю школу в городе Кременчуг. С 1994 по 1997 год торговал импортными телевизорами на рынке. Закончил Харьковский национальный автомобильно-дорожный университет.
Был директором регионального представительства компании Фокстрот.
В 2010—2012 годах — депутат кременчугского городского совета.

## Парламентская деятельность
C 12 декабря 2012 года — Народный депутат Верховной Рады 7 созыва. Беспартийный, до февраля 2014 года входил во фракцию Партии Регионов. Глава подкомитета антимонопольной политики и развития экономической конкуренции в комитете по предпринимательству, регуляторной и антимонопольной политике.
Избран по одномандатному округу в 2014 году. До 21 октября 2016 года входил в состав депутатской группы «Воля Народа».
Был одним из 59 депутатов, подписавших представление, на основании которого Конституционный суд Украины отменил статью Уголовного кодекса Украины о незаконном обогащении, которая обязывала госслужащих давать объяснения об источниках их доходов и доходов членов их семей. Уголовную ответственность за незаконное обогащение в Украине ввели в 2015 году. Это было одним из требований ЕС на выполнение Плана действий по визовой либерализации, а также одним из обязательств Украины перед МВФ, закреплённым меморандумом.
Переизбран в 2019 году.

## Семья
Племянник Юрия Шаповалова Анатольевича Алексей Мовчан избран народным депутатом Украины 9 созыва от партии Слуга Народа.